# خانه عباسیان حسینی
خانه عباسیان حسینی مربوط به دوره قاجار است و در مشهد، خیابان شهید اندرزگو، بازار سرشور، سرشور ۳ واقع شده و این اثر در تاریخ ۱۷ مرداد ۱۳۸۳ با شمارهٔ ثبت ۱۱۰۱۷ به‌عنوان یکی از آثار ملی ایران به ثبت رسیده است.